# Hypolaïs bottée
Iduna caligata
Espèce
Statut de conservation UICN

 LC  : Préoccupation mineure
L'Hypolaïs bottée (Iduna caligata) est une espèce de petits oiseaux de la famille des Acrocephalidae.